# Roman Wilk
Roman Wilk (ur. 15 listopada 1919 w Zagórzu, zm. 5 stycznia 1993 w Dąbrowie Górniczej) – polski górnik, poseł na Sejm PRL VI kadencji.

## Życiorys
Syn Józefa i Stanisławy. Uzyskał wykształcenie zasadnicze zawodowe. Podczas II wojny światowej wywieziono go na przymusowe roboty do Niemiec. Od 1945 był zatrudniony w kopalni „Generał Zawadzki” w Dąbrowie Górniczej, gdzie był kolejno ładowaczem, górnikiem strzałowym i sztygarem zmianowym. Ukończył także kurs dozoru górniczego, po którym pracował jako nadgórnik oddziału wydobywczego i wentylacyjnego. Był też ratownikiem górniczym. W 1972 uzyskał mandat posła na Sejm PRL w okręgu Zawiercie. Zasiadał w Komisji Górnictwa, Energetyki i Chemii.

## Odznaczenia
- Order Sztandaru Pracy II klasy (1969)
- Krzyż Kawalerski Orderu Odrodzenia Polski (1962)
- Złoty Krzyż Zasługi
- Srebrny Krzyż Zasługi (1955)[1]
- Brązowy Krzyż Zasługi